# Фінал кубка Італії з футболу 1960
Фінал Кубка Італії з футболу 1960 — фінальний матч розіграшу Кубка Італії сезону 1959—1960, в якому зустрічались «Ювентус» та «Фіорентіна». Матч відбувся 18 вересня 1960 року на стадіоні «Сан-Сіро» в Мілані.

## Шлях до фіналу
| Ювентус   | Ювентус                                           | Раунд                            | Фіорентіна     | Фіорентіна |
| --------- | ------------------------------------------------- | -------------------------------- | -------------- | ---------- |
| Суперник  | Результат                                         | Кубок Італії з футболу 1959—1960 | Суперник       | Результат  |
| -         | -                                                 | Перший раунд                     | -              | -          |
| -         | -                                                 | Другий раунд                     | -              | -          |
| Сампдорія | 5–4 дч вдома                                      | 1/8 фіналу                       | Комо           | 2-0 вдома  |
| Аталанта  | 2–2 пен. 6-6 на виїзді (переможця визначив жереб) | 1/4 фіналу                       | Інтернаціонале | 2–1 вдома  |
| Лаціо     | 3–0 вдома                                         | 1/2 фіналу                       | Торіно         | 5–3 вдома  |

## Фінал
| 18 вересня 1960 |

| Ювентус                       | 3:2 дч | Фіорентіна                |
| ----------------------------- | ------ | ------------------------- |
| Чарлз 10', 73' Мілан 97' (аг) |        | Монтуорі 45' да Коста 60' |

| «Сан-Сіро», Мілан Глядачів: 70 000 Арбітр: Рауль Рігі |

|              |  |                     |  |
|              |  |                     |  |
| В            |  | Джузеппе Вавассорі  |  |
| З            |  | Гульєльмо Буреллі   |  |
| З            |  | Беніто Сарті        |  |
| З            |  | Серджо Червато      |  |
| З            |  | Флавіо Емолі        |  |
| ПЗ           |  | Умберто Коломбо     |  |
| ПЗ           |  | Бруно Ніколе        |  |
| ПЗ           |  | Джино Стаккіні      |  |
| Н            |  | Джамп'єро Боніперті |  |
| Н            |  | Омар Сіворі 60'     |  |
| Н            |  | Джон Чарлз          |  |
| Тренер:      |  |                     |  |
| Карло Парола |  |                     |  |

|               |  |                     |  |
|               |  |                     |  |
| В             |  | Джуліано Сарті      |  |
| З             |  | Енцо Роботті        |  |
| З             |  | Серджіо Кастеллетті |  |
| З             |  | Данте Мікелі        |  |
| З             |  | Альберто Орцан      |  |
| ПЗ            |  | Ріно Маркезі        |  |
| ПЗ            |  | Луїджі Мілан        |  |
| ПЗ            |  | Діно да Коста       |  |
| Н             |  | Курт Хамрін         |  |
| Н             |  | Мігель Монтуорі     |  |
| Н             |  | Джанфранко Петріс   |  |
| Тренери:      |  |                     |  |
| Лайош Цейзлер |  |                     |  |